# Angel Lagdameo
Angel Nacorda Lagdameo (Lucban, 2 agosto 1940 – Iloilo, 8 luglio 2022) è stato un arcivescovo cattolico filippino.

## Biografia
Angel Lagdameo è nato il 2 agosto 1940 a Lucban.

### Formazione e ministero sacerdotale
Dopo aver frequentato il Seminario di San Jose, Ateneo de Manila, è stato ordinato sacerdote il 19 dicembre 1964 dal vescovo Alfredo Maria Obviar y Aranda. Ha prestato servizio a vario titolo al Mount Carmel Seminary e alla St Alphonsus School of Theology per quindici anni. Nel 1978 è stato protonotario del primo sinodo diocesano di Lucena, convocato dal vescovo José Tomás Sánchez. 

### Ministero episcopale
Il 12 agosto 1980 papa Giovanni Paolo II lo ha nominato vescovo titolare di Oreto e ausiliare di Cebu. Nel 1986 è stato segretario generale del IV Sinodo diocesano di Cebu convocato dal cardinale Ricardo Vidal. Nello stesso anno è stato nominato vescovo coadiutore di Dumaguete. È succeduto al vescovo Epifanio Surban Belmonte il 2 agosto 1989. Come vescovo di Dumaguete ha convocato il primo sinodo diocesano nel 1992, un anno dopo il II Concilio plenario delle Filippine.
Dal 1994 al 1998 è stato presidente dell'Ufficio laici della Federazione delle conferenze episcopali asiatiche. Durante il suo mandato ha tenuto conferenze e partecipato a convegni del laicato cattolico in vari paesi dell'Asia. Dal 1990 al gennaio 2000 è stato presidente della Commissione episcopale per i laici della Conferenza episcopale delle Filippine e presidente del Comitato nazionale per il Giubileo del 2000. Dal 2014 è stato contemporaneamente direttore spirituale globale di Bukas Loob sa Diyos, direttore spirituale nazionale della Gilda Madre Butler e dell'Apostolato mondiale di Fatima.
L'11 marzo 2000 papa Giovanni Paolo II lo ha promosso quinto arcivescovo metropolita di Jaro. Ha preso possesso dell'arcidiocesi il 9 maggio seguente. Ha presieduto l'inchiesta, durata tre anni, su un miracolo compiuto dal beato Annibale Maria di Francia su un bambino di Jaro che soffriva di una grave forma di meningite. Dal 1º dicembre 2005 al 1º dicembre 2009 è stato presidente della[Conferenza episcopale delle Filippine (CBCP).
Il 14 febbraio 2011 si è recato in visita ad limina da papa Benedetto XVI, aggiornando il Papa sulla situazione nell'arcidiocesi di Jaro. In particolare, ha sottolineato la fase di attuazione del terzo sinodo diocesano di Jaro.
Il 14 febbraio 2018 papa Francesco ha accolto la sua rinuncia al governo pastorale dell'arcidiocesi di Jaro per raggiunti limiti di età.
È morto l'8 luglio 2022 a Iloilo all'età di 81 anni.

## Genealogia episcopale e successione apostolica
La genealogia episcopale è:
- Cardinale Scipione Rebiba
- Cardinale Giulio Antonio Santori
- Cardinale Girolamo Bernerio, O.P.
- Arcivescovo Galeazzo Sanvitale
- Cardinale Ludovico Ludovisi
- Cardinale Luigi Caetani
- Cardinale Ulderico Carpegna
- Cardinale Paluzzo Paluzzi Altieri degli Albertoni
- Papa Benedetto XIII
- Papa Benedetto XIV
- Papa Clemente XIII
- Cardinale Marcantonio Colonna
- Cardinale Giacinto Sigismondo Gerdil, B.
- Cardinale Giulio Maria della Somaglia
- Cardinale Carlo Odescalchi, S.I.
- Cardinale Costantino Patrizi Naro
- Cardinale Lucido Maria Parocchi
- Papa Pio X
- Cardinale Gaetano De Lai
- Cardinale Raffaele Carlo Rossi, O.C.D.
- Cardinale Amleto Giovanni Cicognani
- Arcivescovo Bruno Torpigliani
- Arcivescovo Angel Lagdameo

La successione apostolica è:
- Vescovo Jose Salmorin Bantolo (2011)